# Dudley (Georgia)
Dudley – miasto w stanie Georgia, w hrabstwie Laurens.

## Demografia
W 2000 miasto to zamieszkiwało 447 osób. W 2023 liczba mieszkańców wzrosła do 595 osób, a gęstość zaludnienia prawie do 192 osób/km².